# New Baltimore
Pour les articles homonymes, voir New Baltimore (homonymie).
La ville de New Baltimore est située dans le comté de Macomb, dans l’État du Michigan, aux États-Unis. Sa population s’élevait à 21 084 habitants lors du recensement de 2010, estimée à 12 403 habitants en 2018.

## Source
- (en) Cet article est partiellement ou en totalité issu de l’article de Wikipédia en anglais intitulé « New Baltimoer, Michigan » (voir la liste des auteurs).